# Théophile Deyrolle
Pour les articles homonymes, voir Deyrolle.
Théophile Deyrolle né le 16 décembre 1844 à Paris et mort le 14 décembre 1923 à Concarneau est un peintre, illustrateur, céramiste et voyageur français.
Le peintre Jean Deyrolle (1911-1967) est son petit-fils.

## Biographie

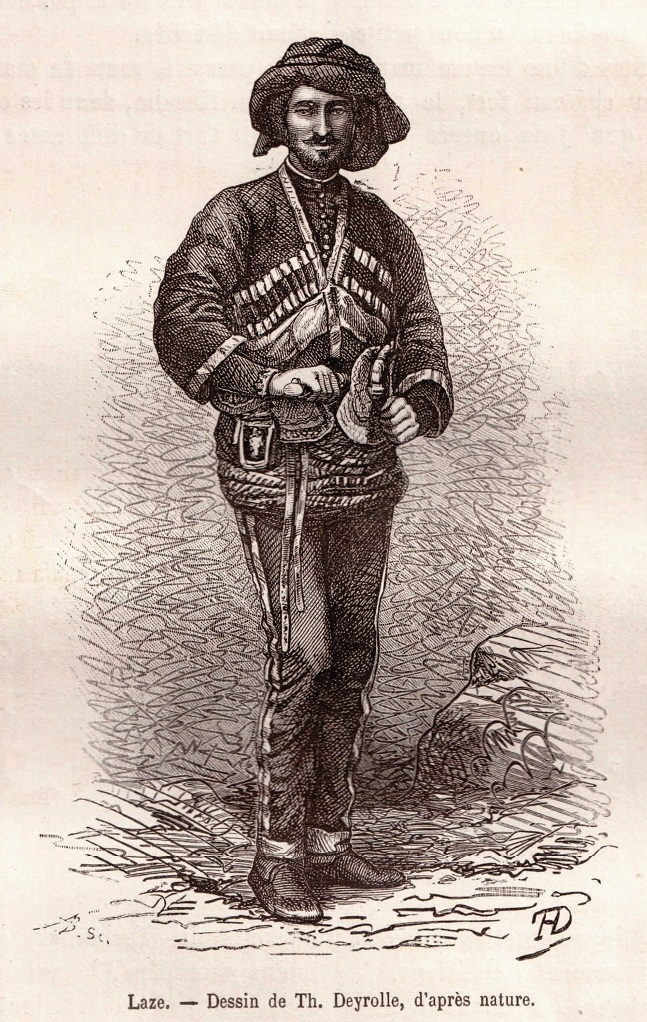
Laze, gravure d'après un dessin de Théophile Deyrolle paru dans Le Tour du Monde - Nouveau Journal Des Voyages.

Théophile Deyrolle étudie l'architecture puis entre à l'École des beaux-arts de Paris dans les ateliers d'Alexandre Cabanel et de William Bouguereau. Il y fera la connaissance d'Alfred Guillou, peintre originaire de Concarneau où les deux hommes se rendront en 1871.
Il voyage chez les Lazes et en Arménie dès 1869, et en rapporte une documentation dessinée qu'il publie dans la revue Le Tour du Monde - Nouveau Journal Des Voyages en 1871. Il passe ainsi à Trébizonde et Erzurum, franchit le Caucase, visite Batoum et Poti et remonte le Rion jusqu'à Koutaïs. L'année suivante, il revient à Erzurum où il étudie les inscriptions cunéiformes. Jules Verne utilise ses descriptions dans son roman Kéraban-le-Têtu où il le cite dans la deuxième partie au chapitre II, sous la graphie « Deyrolles ».
Théophile Deyrolle s'installe à Concarneau en 1871 comme producteur d'huîtres. Il est devenu Breton et Concarnois d'adoption, en épousant Suzanne Guillou, la sœur de son ami Alfred Guillou. Il commence à s'y faire une réputation comme peintre et, avec son ami et beau-frère Alfred Guillou, est considéré comme le fondateur de l'École de Concarneau.
Il travaille aussi pour la faïencerie HB de Quimper à la décoration de plats, d'assiettes, de vases aux motifs japonisants. Ses sujets picturaux favoris tournent autour de la vie portuaire. Il réalise des panneaux décoratifs pour divers hôtels de la région, des portraits, de nombreux paysages et, en 1909, une série de scènes pastorales.
Divers biographes dont Numa Broc voient deux personnes différentes entre le voyageur et le peintre mais des documents conservés aux Archives nationales (côte F/12/2955/B), découverts par le chercheur Alexandre Tarrieu, ont démontré qu'il s'agit bien de la même personne.

## Œuvres

### Collections publiques
- Brest, musée des Beaux-Arts : 
  - Retour de foire de Concarneau, 1881, huile sur toile, 158,7 × 265 cm[7] ;
  - L'Arrivée au pardon de Fouesnant, vers 1892, huile sur toile.
- Fouesnant, mairie : Noce bretonne[8].
- Pau, musée des Beaux-Arts : L'Arrivée au pardon de Fouesnant, 1881[9].
- Quimper, musée des Beaux-Arts :
  - Les Joueurs de boules ;
  - La pêche aux maquereaux, 1881 ;
  - Le Manoir de Locamand, 1883[10] ;
  - La Vallée de l'Odet, 1883.
- Rochefort, musée Hèbre de Saint-Clément : La Pêcheuse.

### Œuvres décoratives
- Beg-Meil, hôtel des Dunes : 14 toiles pour la salle à manger.
- manoir de Kerazan : décorations.

### Publications
- « Voyage dans le Lazistan et l'Arménie », Le Tour du monde - nouveau journal des voyages, nos 805, 806 et 807, 1876.

Œuvres de Théophile Deyrolle
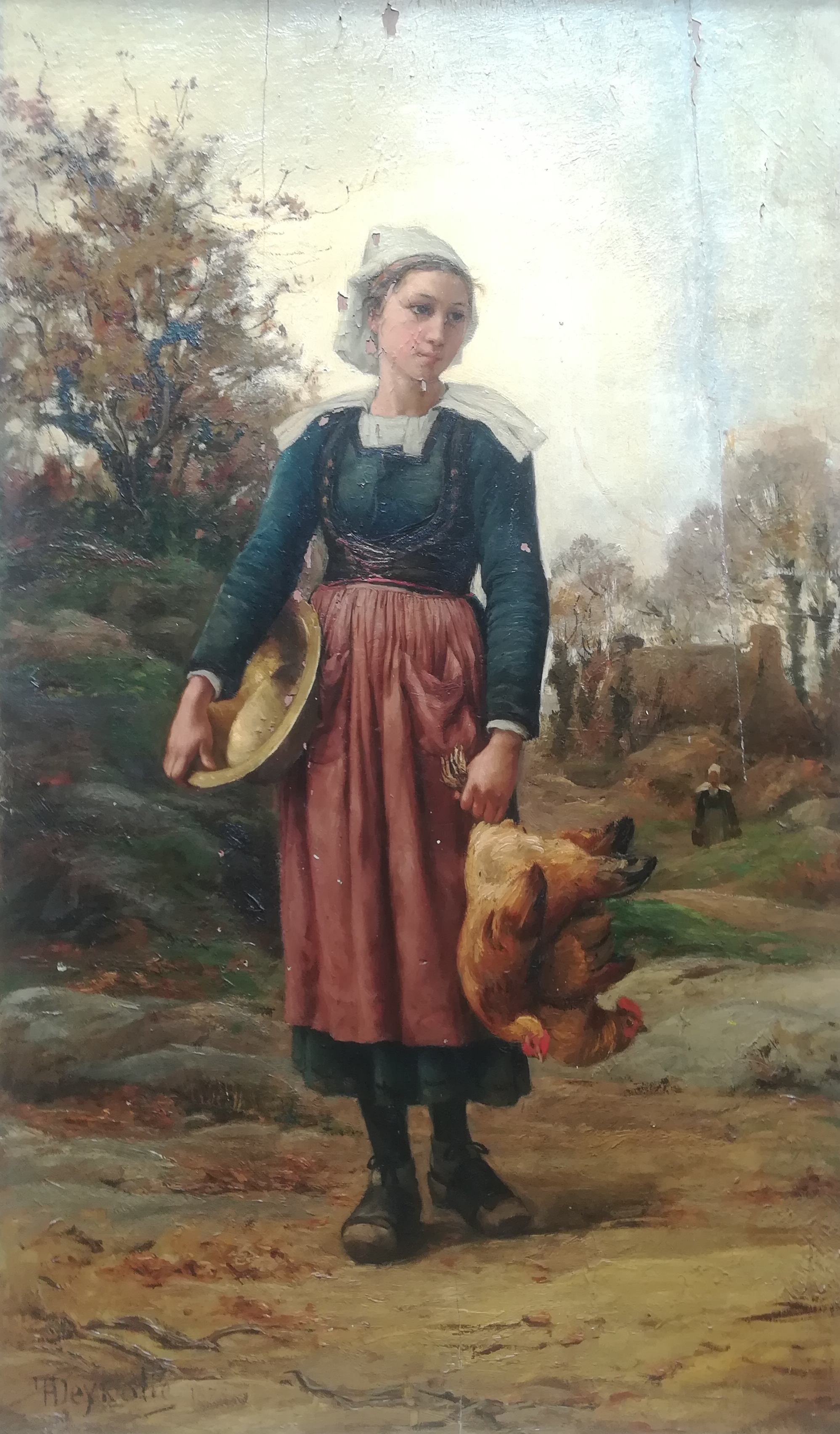
Bretonne aux poules (1878), musée des Beaux-Arts de Quimper.
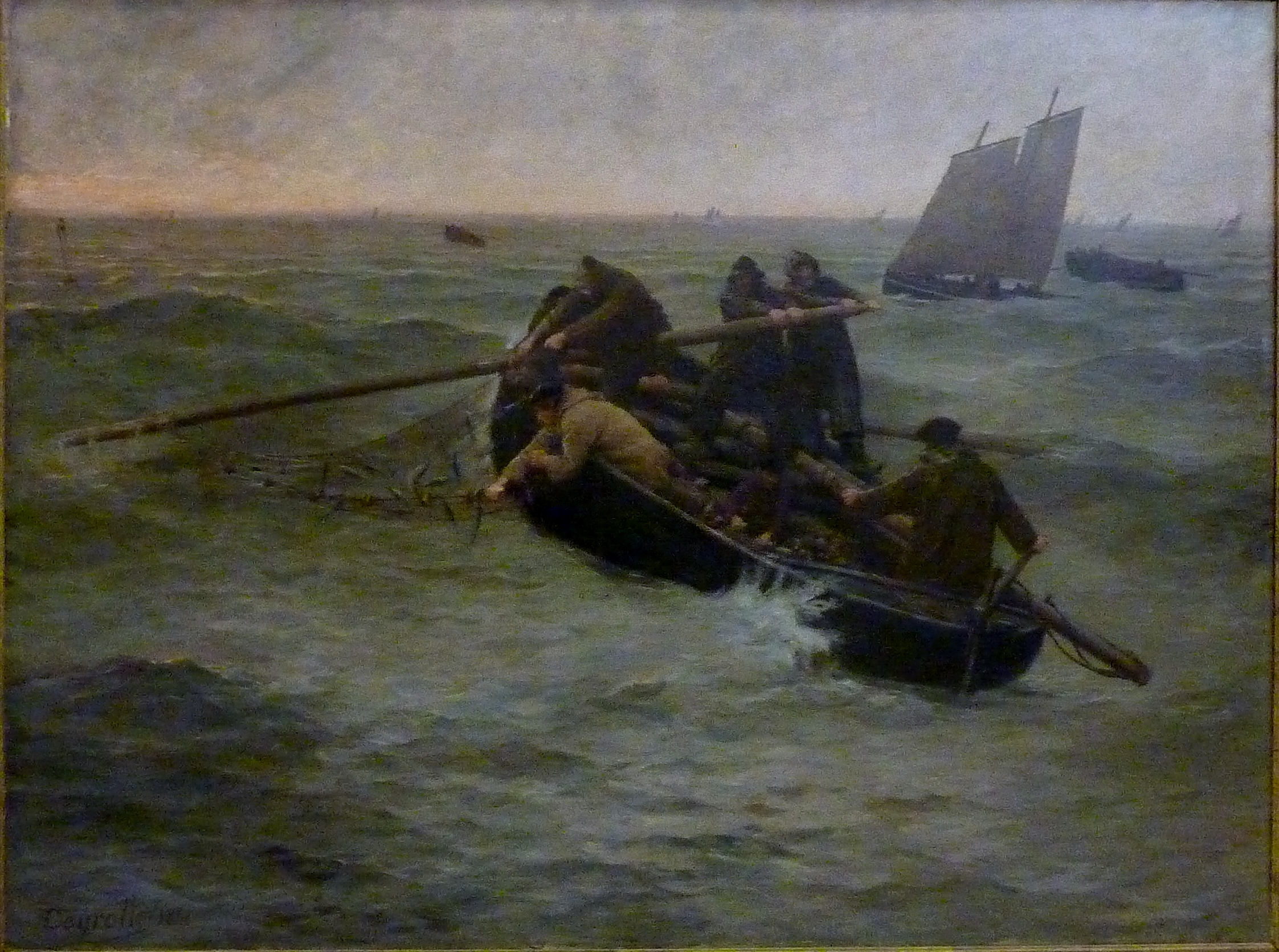
La Pêche aux maquereaux (1881), musée des Beaux-Arts de Quimper.
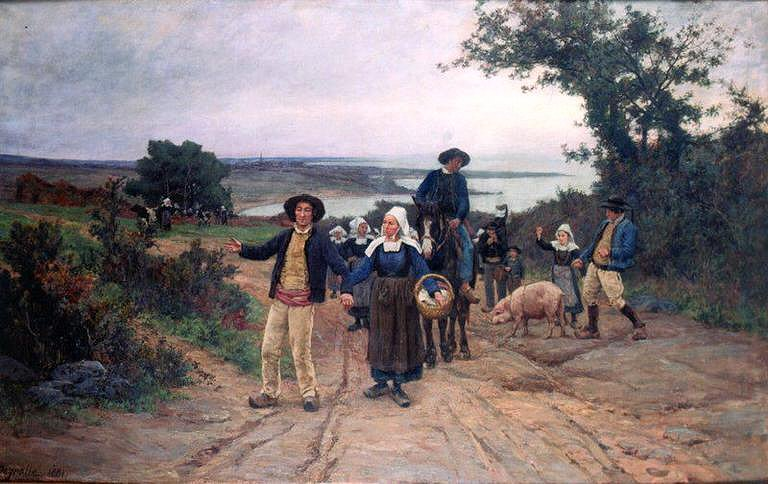
L'Arrivée au pardon de Fouesnant (1881), musée des Beaux-Arts de Pau.
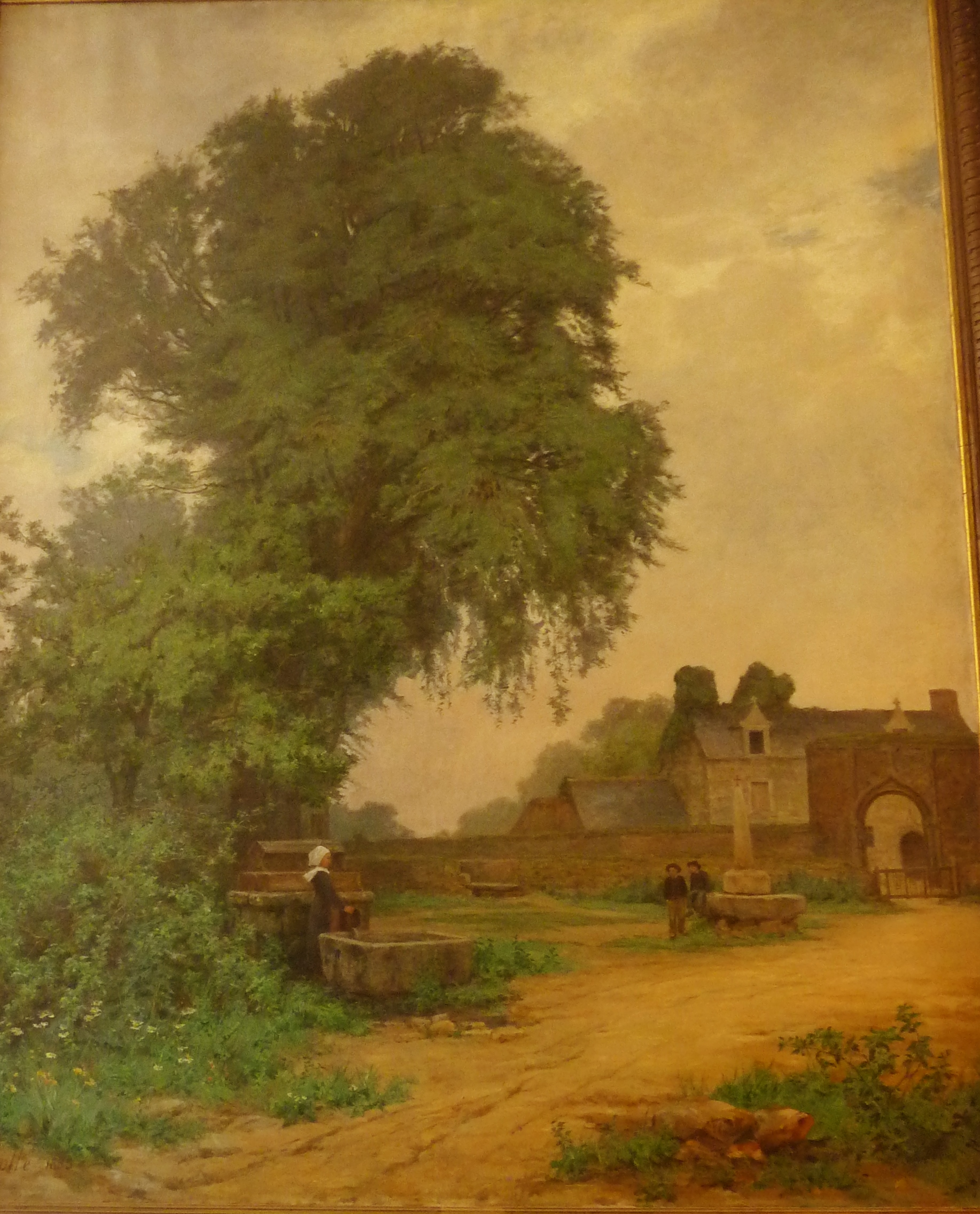
Le Manoir de Locamand (1883), musée des Beaux-Arts de Quimper.
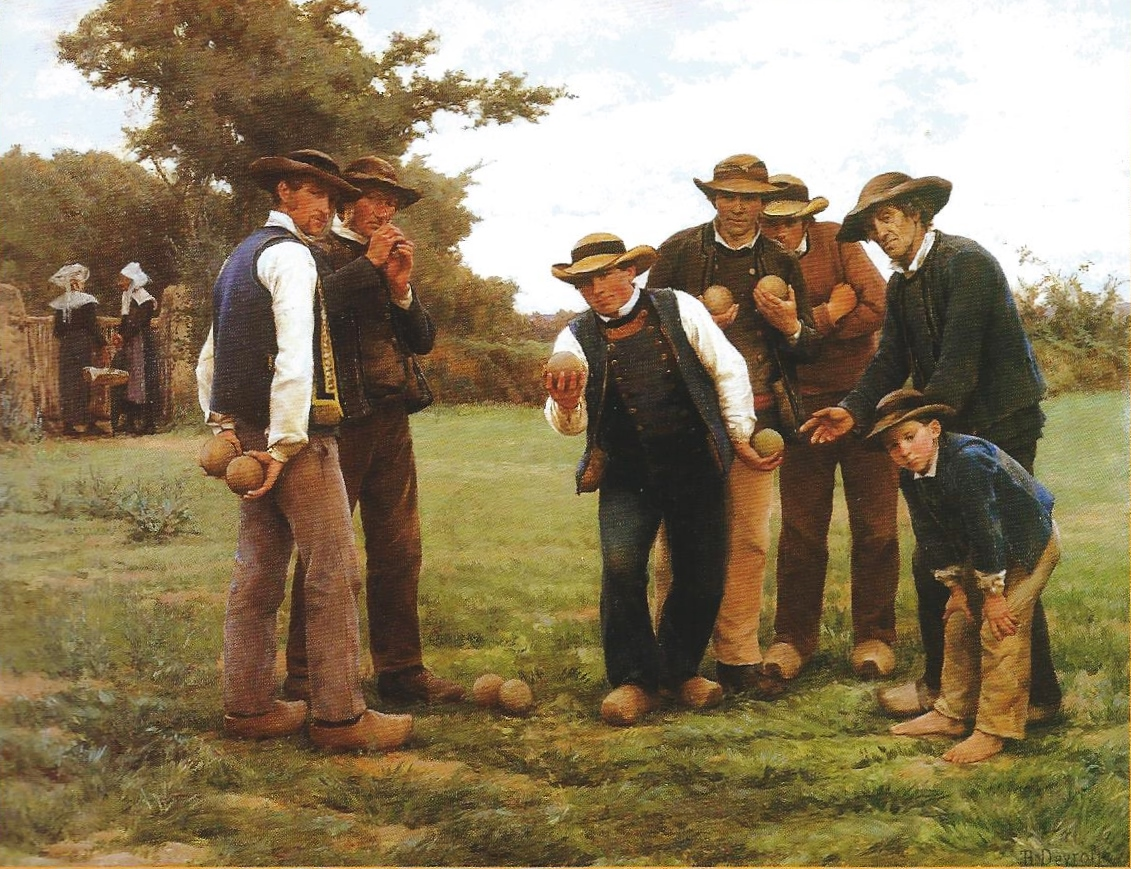
Les Joueurs de boules (1887), musée des Beaux-Arts de Quimper.
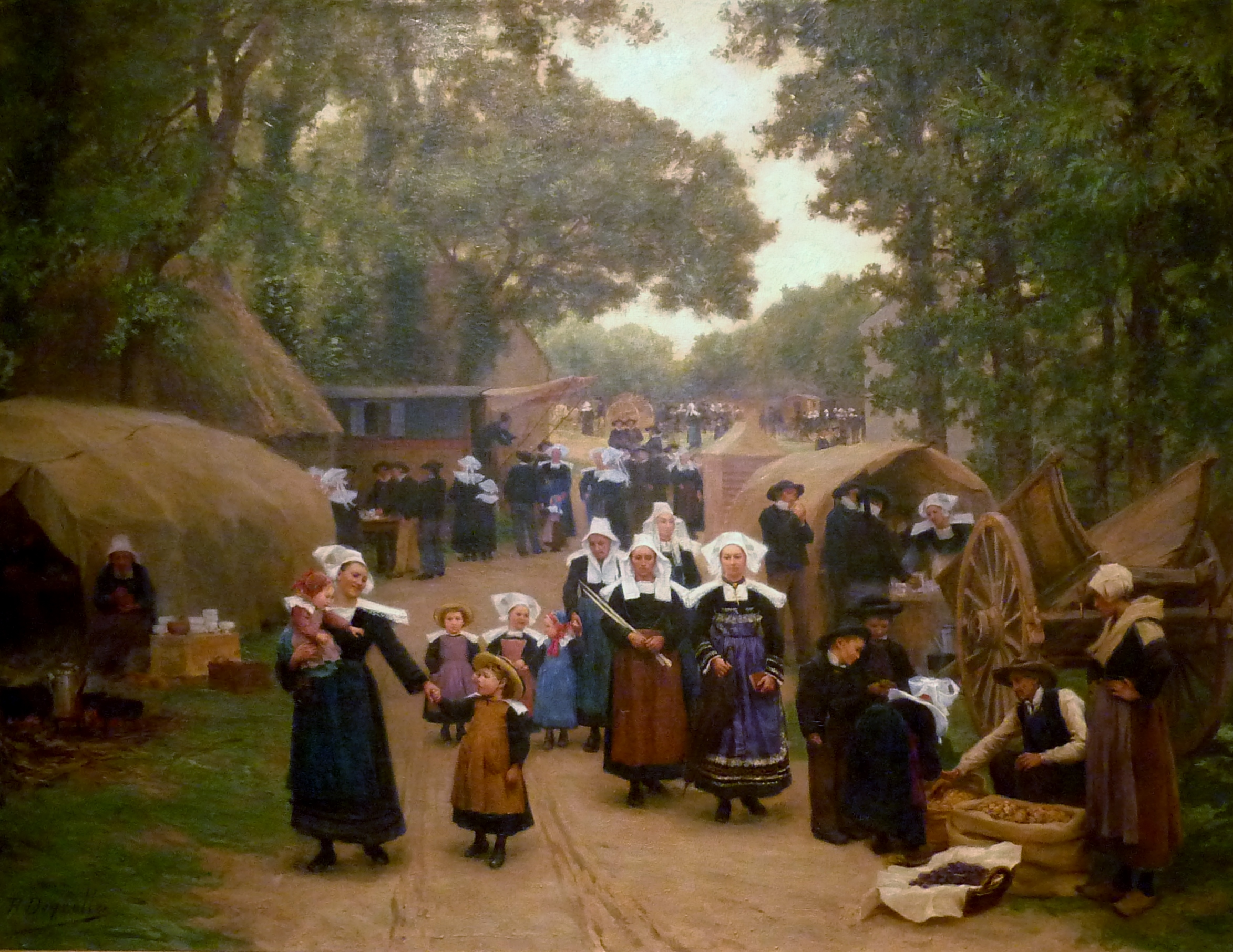
L'Arrivée au pardon de Fouesnant (1892), musée des Beaux-Arts de Brest.
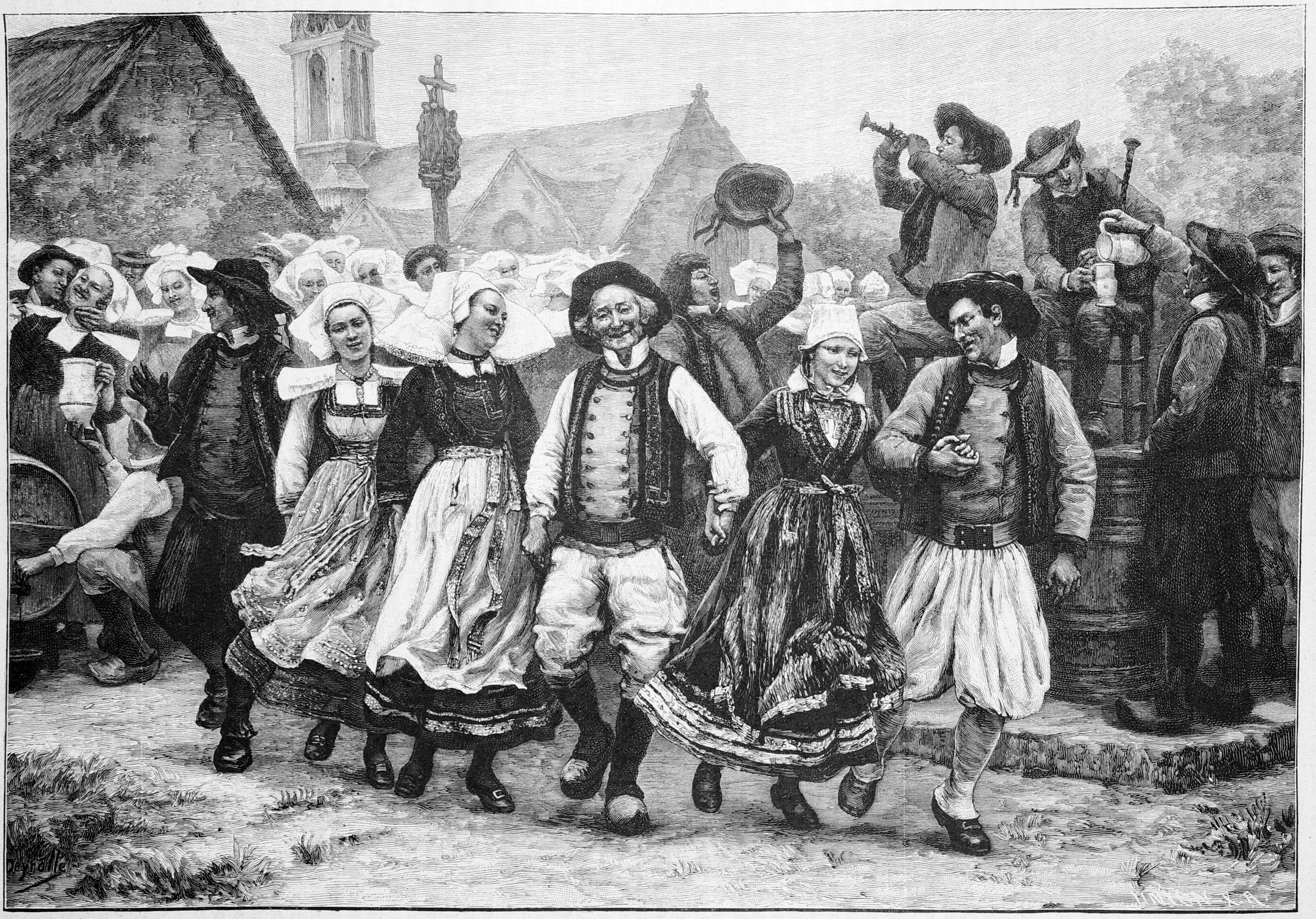
Gavotte bretonne (1897), gravure parue dans Die Gartenlaube.
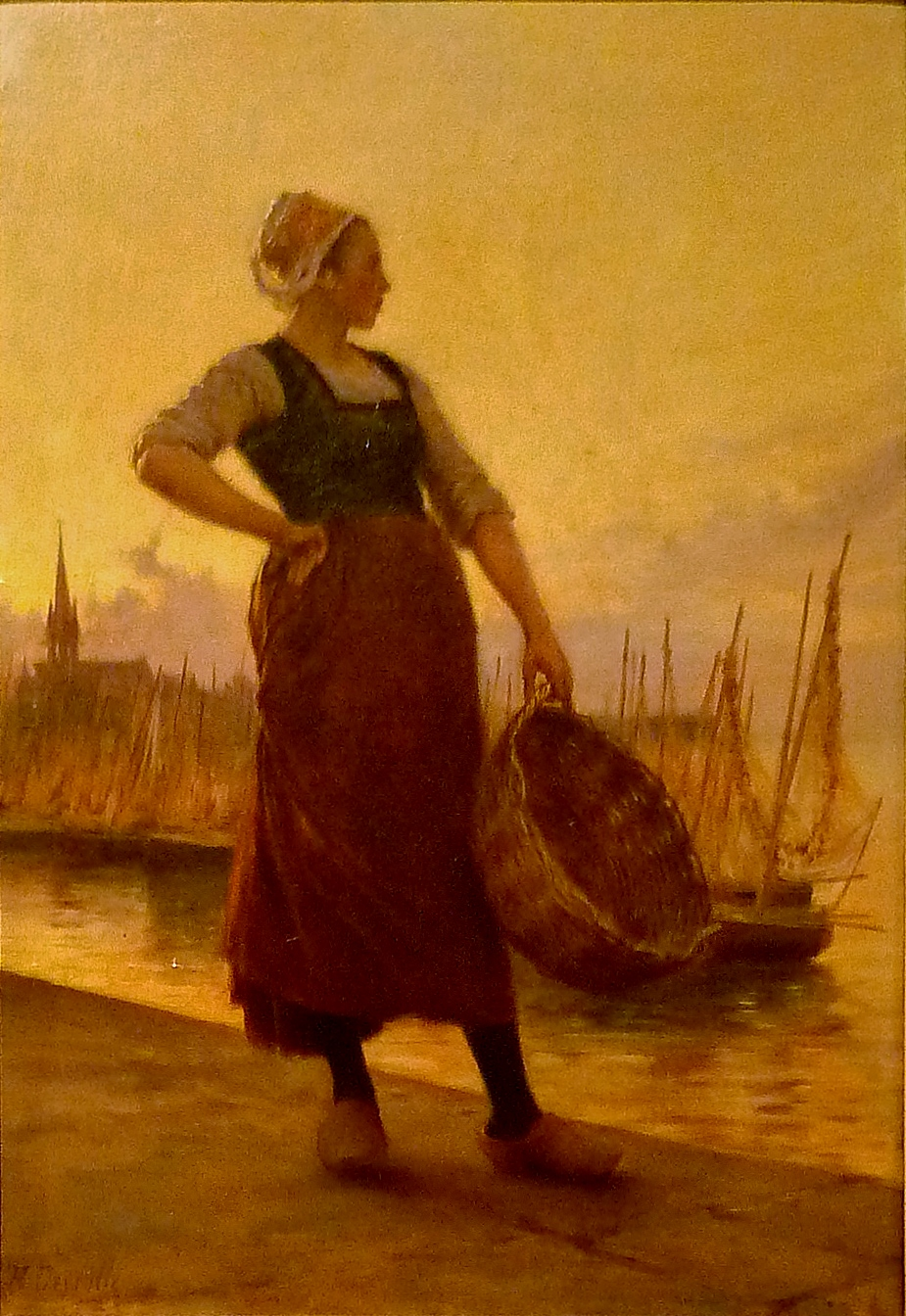
La Pêcheuse, Rochefort, musée Hèbre de Saint-Clément.

## Salons
- Salon des artistes français de 1876, 1877, 1881.
- Salon des artistes français de 1882 : Retour de foire, chemin de Saint-Jean à Concarneau et Pêche aux maquereaux au lever du soleil, mention honorable.

## Expositions
- Fouesnant, « Hommage à Théophile Deyrolle », 2012.

## Iconographie
- Emil-Benediktoff Hirschfeld, Au parc à huîtres no 3, portait de Théophile Deyrolle, localisation inconnue[11].

## Élèves
- Lionel Floch (1895-1972)